# William R. Allen
William Richard Allen (* 25. Juni 1871 bei Anaconda, Montana; † 31. Oktober 1953 in Butte, Montana) war ein US-amerikanischer Politiker. Zwischen 1909 und 1913 war er Vizegouverneur des Bundesstaates Montana.

## Werdegang
William Allen besuchte die öffentlichen Schulen seiner Heimat und danach bis 1891 das Helena Business College. Später arbeitete er in verschiedenen Branchen, wozu auch der Bergbau gehörte. Außerdem wurde er im Eisenbahngeschäft und im Bankgewerbe sowie in der Versicherungsbranche tätig. Er wurde Präsident der Wisdom and Pacific Railway Company, der  Boston and Montana Development Company und der Montana Fire Insurance Company. Außerdem war er Direktor bei der State Savings Bank in Butte. Darüber hinaus war er noch an anderen Firmen beteiligt. Um 1920 leitete er eine Gesellschaft, die im Norden von Mexiko Land aufkaufte. Politisch schloss er sich der Republikanischen Partei an. 1902 wurde er in das Repräsentantenhaus von Montana gewählt, in dem er bis 1908 verblieb.
1908 wurde Allen an der Seite von Edwin L. Norris zum Vizegouverneur von Montana gewählt. Dieses Amt bekleidete er zwischen 1909 und 1913. Dabei war er Stellvertreter des Gouverneurs und Vorsitzender des Staatssenats. Nach seiner Zeit als Vizegouverneur widmete Allen sich wieder seinen geschäftlichen Unternehmungen. In den Jahren 1920 und 1924 nahm er als Delegierter an den Republican National Conventions teil, auf denen Warren G. Harding und später Calvin Coolidge als Präsidentschaftskandidaten nominiert wurden. 1940 kandidierte er erfolglos in den Vorwahlen seiner Partei für einen Sitz im US-Repräsentantenhaus. Er starb am 31. Oktober 1953 in Butte.